# The Beach Boys
The Beach Boys er en amerikansk pop-gruppe, dannet i 1961 i Hawthorne, Californien, af brødrene Brian Wilson (1942-2025) (bas, piano, vokal), Dennis Wilson (1944-1983) (trommer, vokal) og Carl Wilson (leadguitar, vokal) (1946-1998), samt disses fætter Mike Love (f. 1941) (vokal) og Brian Wilsons skolekammerat Al Jardine (f. 1942) (guitar, vokal).
Efter at have skrevet deres første sang, Surfin (1961), der blev et lokalt radiohit i Los Angeles, blev The Beach Boys hurtigt eksponenter for den amerikanske ungdomskultur i 1960'erne, med sangtekster om biler, piger og sol, sommer og surfing, der var høj mode i det californiske teenagemiljø på dette tidspunkt. Mest karakteristisk var bandets flerstemmige sang og harmonier, der især var inspireret af The Four Freshmen.
I første omgang drevet frem af Wilson-brødrenes far, Murry Wilson, en dominerende personlighed, der aldrig selv havde skabt sig en musikkarriere, blev det hurtigt storebror Brian Wilson, der blev hovedmanden bag bandets succes. Brian Wilson skrev størstedelen af en række tidlige hits (1963-1966: Bl.a. Fun Fun Fun, California Girls, I Get Around, Good Vibrations, God Only Knows og Wouldn't It Be Nice) og anses i dag for at være et af de største musik-genier i moderne tid.
I løbet af 1965 blev Brian Wilson i stigende grad presset af sine omgivelser, og under indflydelse af stoffer blev hans sangskrivning mere eksperimenterende og hans psyke mere ustabil. Efter et nervøst sammenbrud under en turne i december 1964 droppede han helt at turnere, og blev erstattet af Bruce Johnston (f. 1944), for i stedet af koncentrere sig om sangskrivning og produktion.
Dette resulterede i den kritikerroste Pet Sounds (1966), der med sin karakteristiske gennemarbejdede produktion lød som intet andet i tiden. Som efterfølger til pladen påbegyndte bandet Smile (1966-67), der dog aldrig blev fuldført i bandets navn, men først færdiggjort af Wilson i løbet af 2004, længe efter bandets sidste egentlige studiealbum fra 1992.
Store dele af de ufuldstændige indspilninger fra Smile blev dog sat på efterfølgende plader og figurerede på diverse bootlegs, og har således bidraget til at mystificere og sagnomspinde pladen. I stedet udkom Smiley Smile (1967), en for mange skuffende erstatning for Smile.
Op i gennem sen-1960erne og start-1970erne var Brian fraværende i stigende grad grundet maniodepressive tendenser og massiv overvægt, hvilket åbnede muligheder for de andre bandmedlemmers kreativitet. Især Dennis Wilson, Carl Wilson og Al Jardine komponerede en række roste kompositioner i denne periode.
Musikalsk var stilen milevidt fra de første surfplader, men med 15 Big Ones (1976) anedes en vis tilbagevenden til denne stil, nok især under indflydelse af Mike Love, der helst så bandets "glatte" image opretholdt. Imidlertid var både Brians og Dennis' massive kokainforbrug i 1970'erne et problem for dette image, hvilket sås og hørtes både på pladerne og til koncerter.
En konsekvens af dette misbrug mundede ud i Dennis' tragiske druknedød i 1983. Bandet fortsatte imidlertid, bl.a. med The Beach Boys (1985) og Still Cruisin (1989) med stadigt mindre engagement fra Brian Wilson, der udsendte sin første soloplade Brian Wilson (1988), samtidigt med bandets uventede salgsmæssige comeback, singlen Kokomo (1988), der gjorde Cocktail med Tom Cruise i hovedrollen til en stor biografsucces.
Efter bandets sidste soloalbum Summer In Paradise (1992), der blev et salgsmæssigt flop, gik bandet mere eller mindre i opløsning, bl.a. under indflydelse af Carl Wilsons død i 1998 og af en række sagsanlæg bandmedlemmerne i mellem. Striden drejede sig om sangskriverrettigheder og retten til brug af navnet The Beach Boys i turnesammenhæng. Sagsanlæggene blev fortrinsvis vundet af Mike Love, der i dag turnerer med Bruce Johnston under dette navn, mens Brian Wilson med stor succes turnerer under eget navn, bl.a. med hans nye Smile-album, og Al Jardine ligeledes under eget navn.
I 2012 - året for gruppens halvtredsårs jubilæum - blev gruppen højst overraskende gendannet. B. Wilson, Love, Jardine, Johnston samt David Marks (guitar), der kortvarigt var medlem af gruppen i starttresserne, tog på en langvarig verdensturné, der bl.a. bragte dem til Århus d. 2. august. Med sig havde de et større ensemble af musikere fra især Wilsons turnégruppe, samt gruppens første album i tyve år med nye kompositioner; "That's Why God Made The Radio". I efteråret 2012 bekendtgjorde Love imidlertid, at The Beach Boys i turnésammenhæng fremover igen ville bestå af Loves og Johnstons version af bandet. Det skabte en del polemik i pressen, og Wilson udtalte, at Love havde fyret ham og Jardine fra bandet. Wilson og Jardine fortsatte herefter med jævne mellemrum med at turnere sammen, og de medvirkede desuden på hinandens soloudgivelser.

## Diskografi
Studiealbum
- Surfin' Safari (1962)
- Surfin' U.S.A. (1963)
- Surfer Girl (1963)
- Little Deuce Coupe (1963)
- Shut Down Volume 2 (1964)
- All Summer Long (1964)
- The Beach Boys' Christmas Album (1964)
- The Beach Boys Today! (1965)
- Summer Days (And Summer Nights!!) (1965)
- Beach Boys' Party! (1965)
- Pet Sounds (1966)
- Smiley Smile (1967)
- Wild Honey (1967)
- Friends (1968)
- 20/20 (1969)
- Sunflower (1970)
- Surf's Up (1971)
- Carl and the Passions – "So Tough" (1972)
- Holland (1973)
- 15 Big Ones (1976)
- The Beach Boys Love You (1977)
- M.I.U. Album (1978)
- L.A. (Light Album) (1979)
- Keepin' the Summer Alive (1980)
- The Beach Boys (1985)
- Still Cruisin' (1989)
- Summer in Paradise (1992)
- Stars and Stripes Vol. 1 (1996)
- That's Why God Made the Radio (2012)